# Juri Wladimirowitsch Lodygin
Juri Wladimirowitsch Lodygin (russisch Ю́рий Влади́мирович Лодыгин, griechisch Γιούρι Λοντίγκιν; * 26. Mai 1990 in Wladimir, Russische SFSR, Sowjetunion) ist ein russisch-griechischer Fußballspieler. 

## Karriere

### Frühe Jahre
Juri Lodygin wurde als Sohn eines Russen und einer ethnischen Griechin in Wladimir geboren. Als Juri zehn Jahre alt war, emigrierte er mit seinen Eltern und seinem Bruder nach Griechenland. Er spielte in Xanthi bei der örtlichen Jugendauswahl. Dort wurde der Verein Skoda Xanthi auf ihn aufmerksam, für den er drei Saisons in der Jugendmannschaft spielte.

### Verein
Am 17. Juni 2009 unterzeichnete Lodygin seinen Profivertrag mit Skoda Xanthi.
In der Saison 2010/11 wurde er an den griechischen Zweitligaverein Eordaikos ausgeliehen, für den er 25 Ligaspiele und zwei Pokalspiele absolvierte.
In der nachfolgenden Saison debütierte Lodygin für Skoda Xanthi und in der Saison 2012/13 wurde er zum Stammtorhüter dieser Mannschaft ernannt.
Am 7. Juni 2013 wurde bekannt, dass Juri Lodygin für eine Ablösesumme in Höhe von 800.000 Euro zum russischen Spitzenklub Zenit St. Petersburg wechselt. Für diese Mannschaft debütierte Lodygin am 17. Juli 2013 beim Ligaspiel gegen Kuban Krasnodar, da der Stammtorhüter Wjatscheslaw Malafejew verletzungsbedingt ausgefallen war. Bei den Sankt Petersburger Fußballfans fand sein Debüt Anklang, so dass er in einer Internetumfrage zum besten Spieler von Zenit des Monats August 2013 gewählt wurde.
Um in Russland nicht mehr als Ausländer zu gelten, nahm Lodygin im selben Jahr die russische Staatsbürgerschaft zusätzlich zur griechischen an. Er konnte als gebürtiger Sowjetbürger ein vereinfachtes Einbürgerungsverfahren durchlaufen.
Im Sommer 2019 wechselte er zum türkischen Erstliganeuling Gaziantep FK. Dort kam er in der Hinrunde in zwei Liga- und drei Pokalspielen zum Einsatz. Im Februar 2020 verließ er Gaziantep und schloss sich Arsenal Tula an. In Tula stand er in zwei Spielen auf dem Platz. Im Sommer endete die Zusammenarbeit mit dem Verein und der Torhüter war fortan zunächst vereinslos. Im Januar 2021 nahm ihn der PAS Ioannina unter Vertrag.  Im Juni 2022 wechselte Lodygin zu Panathinaikos Athen.

### Nationalmannschaft
2010 wurde Lodygin in die griechische U-21-Fußballnationalmannschaft aufgenommen und absolvierte drei Spiele. Am 22. Mai 2013 wurde er in die Griechische Fußballnationalmannschaft berufen, kam dort aber zu keinem Einsatz.
Da er 2013 die russische Staatsbürgerschaft bekam und kein Spiel für die griechische Nationalmannschaft absolviert hatte, blieb er für die Russische Fußballnationalmannschaft spielberechtigt, für die er sich letztlich entschied. Im September 2013 wurde Lodygin in den erweiterten Kader russischen Nationalmannschaft aufgenommen. Am 19. November 2013 debütierte er für die russische Mannschaft im Freundschaftsspiel gegen Südkorea.
Im Mai 2014 wurde Lodygin als zweiter Torwart hinter Igor Akinfejew für den russischen Kader für die Fußball-Weltmeisterschaft 2014 in Brasilien nominiert. Er kam bei diesem Turnier zu keinem Einsatz.
Auch bei der Fußball-Europameisterschaft 2016 in Frankreich wurde er als Ersatztorhüter in das russische Aufgebot aufgenommen und kam wieder nicht zum Einsatz.

## Erfolge
- Russischer Meister: 2014/15
- Griechischer Pokal: 2024

## Privates
Lodygin ist seit 2014 verheiratet und hat eine Tochter namens Anastasia (* 2013). Er lebt mit Frau und Tochter abwechselnd in Xanthi und in Sankt Petersburg.